# Ciliella
Ciliella is een monotypisch geslacht van schimmels uit de orde Helotiales. Het bevat alleen Ciliella epidendri.